# Castianeira longipalpa
Castianeira longipalpa es una especie de araña araneomorfa del género Castianeira, familia Corinnidae. Fue descrita científicamente por Hentz en 1847. Es un tipo de araña de saco que imita a las hormigas y se ha observado con mayor frecuencia a lo largo de la costa este de América del Norte.
Habita en los Estados Unidos y Canadá.